# Vlag van Herxen

De vlag van Herxen

De vlag van Herxen bestaat uit drie banen van geel, blauw en geel waarvan blauw gegolfd is, met het wapen aan de mastzijde. Het rode gebouw op het wapen bevat een weergave van Huize Herxen. Het gebouw staat op de brug, De golf in de schildvoet staat voor het water van de wetering en de IJssel. De rode vlakken boven in het wapen staan symbool voor de stenen die in de steenfabriek werden vervaardigd. De kleur geel in de vlag verwijst naar de zandgrond, De kleur groen voor de uiterwaarden, en de kleur blauw uiteraard het water van de IJssel. Deze vlag is door Hans van Heyningen ontworpen. De vlag was voor het eerst officieel gehesen op 31 maart 2015.

Wapen van Herxen

Belt-Schutsloot
· Blankenham
· Boekelo
· Buurse
· Giethoorn
· Herxen
· Hoonhorst
· Kuinre
· Mariënheem
· Oldemarkt
· Ossenzijl
· Scheerwolde
· Slangenbeek
· Vollenhove
· Zenderen